# Hacienda de San Antonio del Muerto

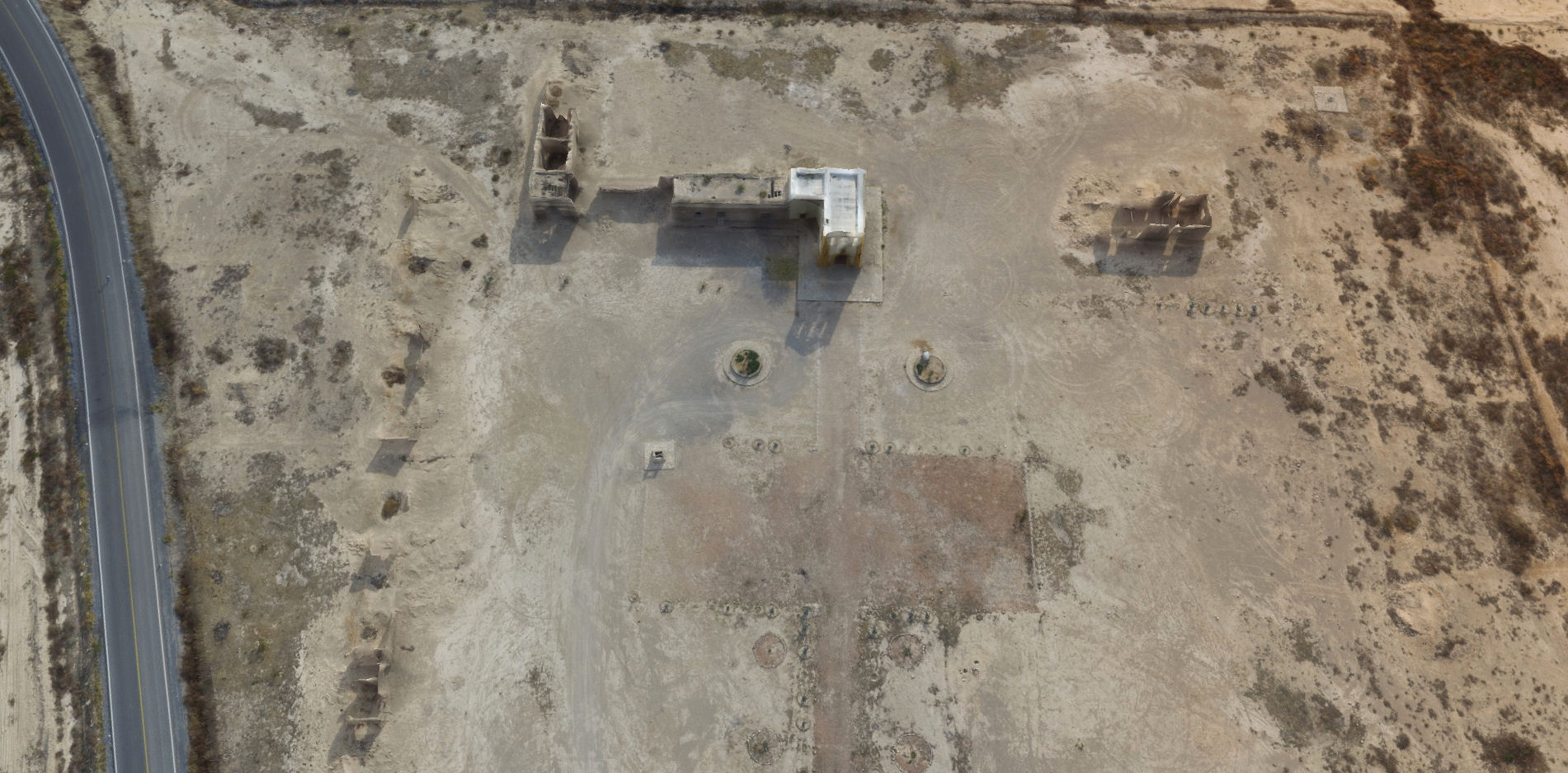
Vista aérea de la Hacienda del muerto

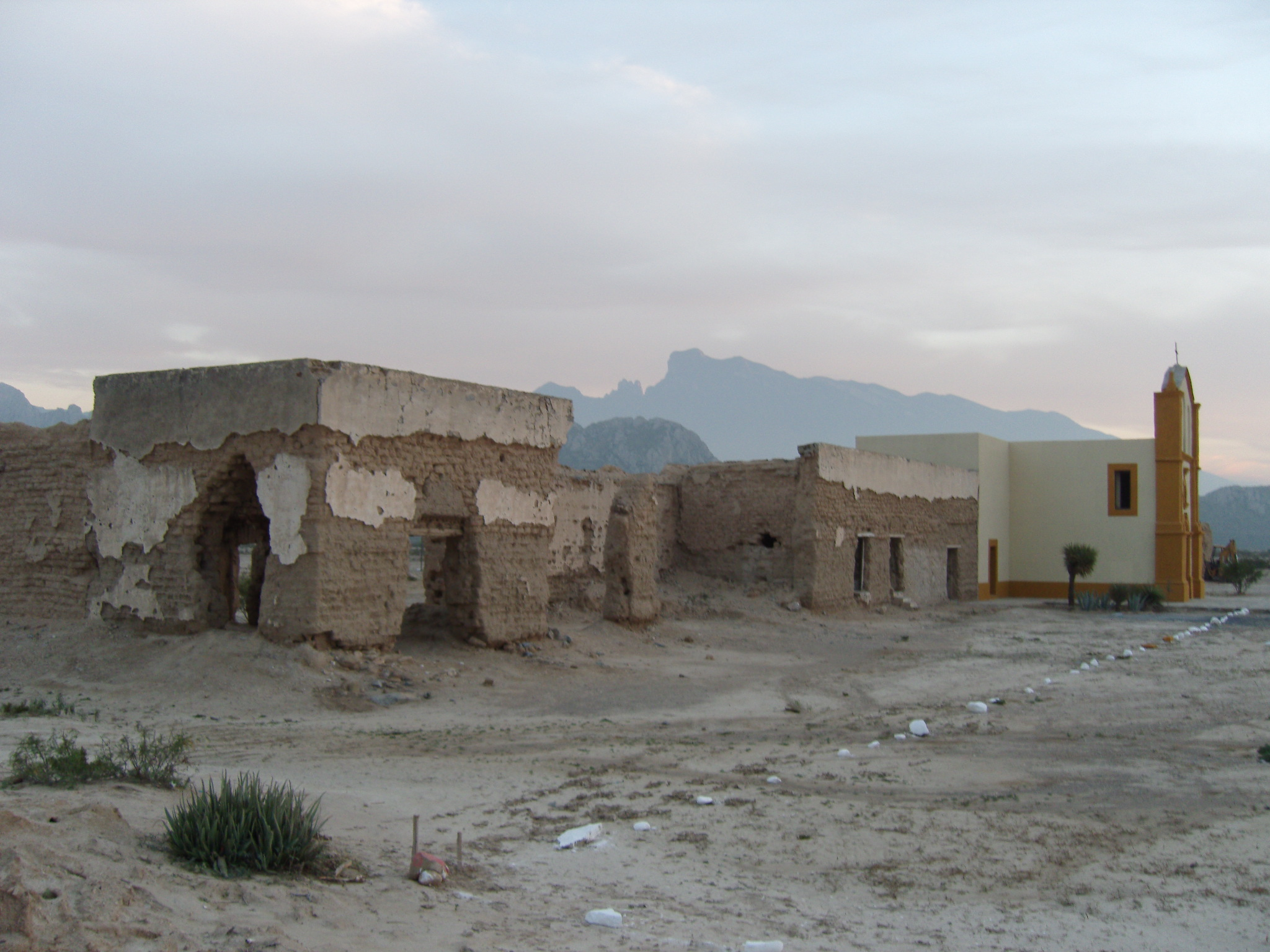
Hacienda del Muerto en ruinas

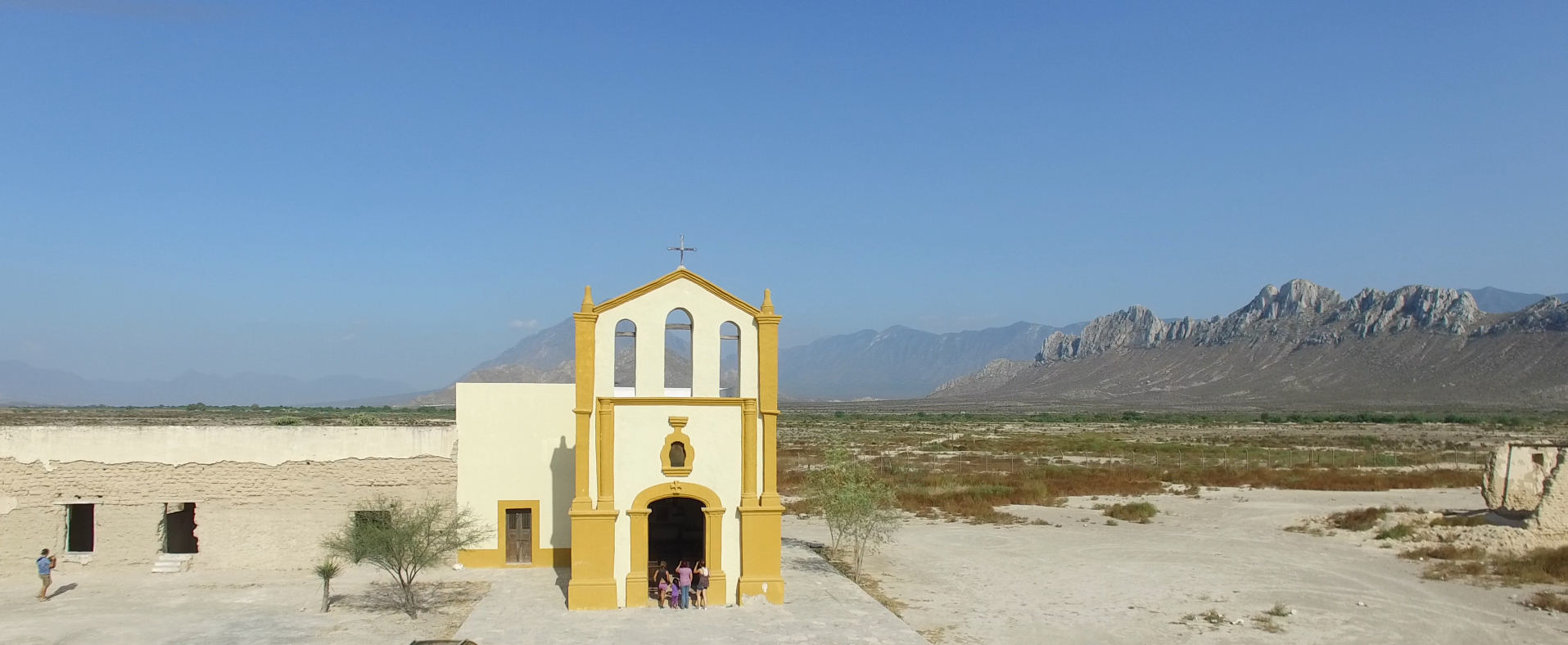
Hacienda del muerto en 2015

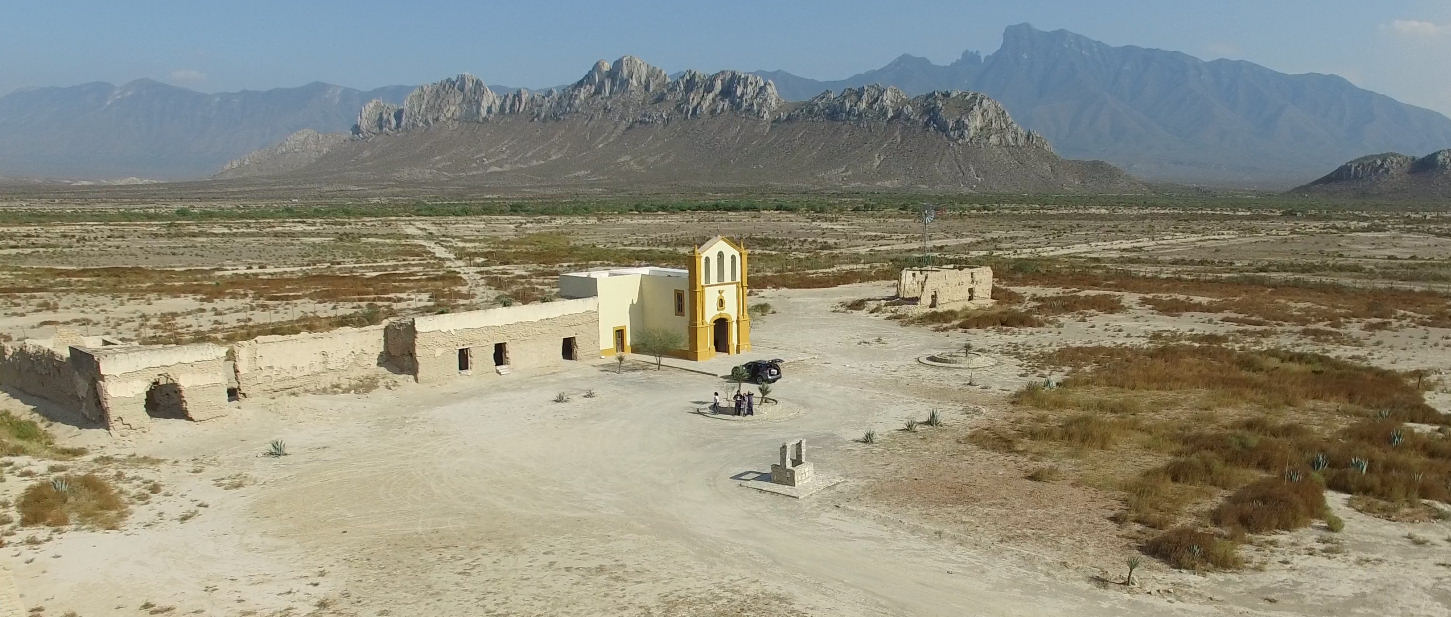
Vista de la hacienda del muerto desde el aire

La Hacienda de San Antonio de las Salinas; también conocida como Hacienda del Muerto y Hacienda de San Antonio de Arista, es una exhacienda en el municipio de Mina en el estado de Nuevo León, México. La hacienda, representativa del modelo agrícola decimonónico y de la arquitectura de Nuevo León en el siglo XIX, ha despertado interés en el siglo XXI, pese a su estado ruinoso y falta de protección.
El nombre “Hacienda del Muerto” se debe al Arroyo del muerto que pasa cerca de la hacienda, que a su vez toma su nombre de la Sierra del Muerto, debido a que la conformación montañosa parece una persona tendida. Ese nombre dio pie a varios mitos de dudosa procedencia sobre la hacienda.
Otras posibles explicaciones del origen del nombre del lugar, se vincula con la construcción de una capilla en memoria de un soldado caído, evocando la leyenda del ánima de la Anacahuita, del Municipio de García. Además, se relata la presencia de una mujer ataviada de blanco, una novia, aguardando en la capilla del barrio Los Guerra a su esposo difunto durante la Revolución Mexicana.
Debido a la presencia de diversos mitos y leyendas en la zona, la hacienda se ha convertido en un sitio turístico dentro de la región. Así mismo, la Hacienda del Muerto es considerada patrimonio del municipio debido a las restauraciones efectuadas en el 2007.

## Orígenes
La llegada del capitán Bernabé de las Casas, y la fundación de San Francisco de Cañas (actualmente cabecera municipal de Mina) en 1611, fueron hechos que facilitaron el surgimiento de asentamientos mineros y de haciendas en el Valle de las Salinas, estos asentamientos serían parte de las herencias repartidas entre los cinco hijos de Bernabé de las Casas. En sus remotos orígenes, la zona correspondiente a la Hacienda del Muerto no tenía un asentamiento durante este período, ya que era una región poca explorada. Estas grandes extensiones de tierra le fueron otorgadas a la mayor de las hijas de Bernabé, María de las Casas, al igual que las tierras de San Francisco de Cañas, y las haciendas de El Barrial, Capirota, y Potrerillo Tomás dentro del Valle de las Salinas, como dote para su matrimonio con el capitán Juan Alonso Lobo Guerrero en 1626, recibiendo dichas propiedades las cuales a su vez fueron heredadas por varias generaciones. 
El Archivo Histórico de Monterrey (1637):
Protocolos Ramo Civil. Doña María de las Casas, en virtud de licencia que el Capitán Juan Alonso Lobo Guerrero, su esposo, le tiene dada para la administración de sus haciendas, confiere poder a don Juan de Guzmán, residente en esta Villa, para cobro de pesos, y para que siga la causa sobre adherentes y de los indios Mariano, Agustinilla y el Mascarillo. Ante el gobernador don Martín de Zavala y Juan de Abrego, Secretario. Testigos el Capitán Pablo Sánchez y Gregorio Fernández, vecinos de este Reino.
Según el Archivo Histórico de Monterrey (1662):
Litigio entre doña María de las Casas y Betancourt viuda del capitán Juan Alonso Lobo Guerrero, "pobladora y conquistadora en este Nuevo Reino de León", vecina de esta ciudad, y el alférez Pedro de la Garza de esta vecindad sobre propiedad de tres rancherías de indios, una titulada aboyo-michiaba, en lengua alazapa; otra miliai, en lengua catuján, y otra llamada estequenepó. Ante Roque Virto de Buittrago. Teniente general de este reino y justicia mayor de esta ciudad.
Según el Archivo Histórico de Monterrey (1634):
Merced hecha por el gobernador Martín de Zavala a favor del capitán Juan Alonso Lobo Guerrero, de los indios que le pertenecen en la carta de dote otorgada a favor de doña María de las Casas, "que le dió y le señaló su padre el capitán Bernabé de las Casas, al tiempo de su casamiento, los indios caciques llamados camaguanes y cayuganes y toda la gente rayada que asistió cuando pobló la hacienda, que asimismo se le dió en dote y del indio Amole, llamado el Tlaxcalteco y sus hijos y mujeres, agregando a ellos los hijos del Mayula y Gabriel, Pedro Sebastián, Sacamecate y dos indios que crió la dicha su mujer llamada Agustinilla y la otra Luisa y dos muchachos huérfanos que ha criado, llamado uno Baltazar y el otro Juan Mascorro en parte del premio que se le debe como a tal poblador y pacificador del reino, donde es público que para su aumento entró más de diez mil pesos de avío de minas, ropas y otras cosas adherentes de sacar plata, sin los ganados mayores y menores, esclavos y otras cosas necesarias, por lo que se le debe a su servicios hechos en los cargos que de justicia ha tenido..." 
El Archivo Histórico de Monterrey (1639):
Causa promovida contra Mateo Monzón, el capitán Juan Reynaldos (ya difunto), Pedro Maldonado (ausentes), el capitán Juan Alonso Lobo Guerrero, María de las Casas, Francisco Mendes, y Juan de Casares, acusados de haber dado muerte al alcalde de las Salinas Pedro de la Garza de un "arcabusaso (sic)". Se anexa al expediente el inventario de bienes del finado Pedro de la Garza por disposición del alcalde ordinario de la ciudad de Monterrey Alonso de Treviño. Se condena a Mateo Monzón a la pena de muerte, una vez que haya sido capturado, al capitán Juan Alonso Lobo Guerrero y María de las Casas al pago de mil ciento cuarenta y ocho pesos, y a Francisco Mendes la cantidad de cien pesos.
Sin embargo, no sería hasta la mitad del siglo XIX, cuando Antonio de la Garza Elizondo descendiente directo de Bernabé de las Casas por parte de María de las Casas, decide establecer en una de sus propiedades de tierra heredadas, la Hacienda de San Antonio de Arista como un centro productivo y de defensa en contra de los ataques de indios comanches provenientes de Texas. Iniciando la construcción de lo que sería de la Hacienda de San Antonio de Arista o Hacienda del muerto, en la actualidad solo queda la capilla y una parte de lo que realmente abarcaba territorialmente. 
El Archivo Histórico de Monterrey (1837):
Ya tiene de manifestar a Vuestra Señoría en mi nota de 6 del corriente la imposibilidad en que me hallo para facilitar los 200 fusiles y cuatro cargas de parque que Vuestra Señoría se sirvió pedirme en su apreciable oficio de 30 del próximo pasado demandada de falta de facultad al efecto, y ahora lo repito en comunicación a su oficio de 2 del actual que he reforzado los destacamentos de Mier y Laredo con órdenes a sus comandantes de que recorran la frontera de este departamento, frecuentemente y al del último punto le remarco como para Vuestra Excelencía en la adjunta copia que haya reparar el río bravo a los indios Lispanes y Tancahuers, los obligan a no volverlo a pasar y a mantenerse en sus terrenos hacia su banda izuierda entre otro río y el de las nueces. Y de ordene de S:E. lo inserto a Vuestra Señoría para que lo ponga en conocimiento de los pueblos fronterizos del distrito de su cargo, a fin de que sepan que las medidas dictadas por el expresado Sr. General a petición de este Gobierno los pone a cubierto tanto de los robos de los Lipanes y Tancahuanes, como de las hostilidades de los comanches, con prevención al Juez de Paz de Vallecillo, de cuenta de si se verifica o no la retirada de los primeros para en caso contrario retener a otro Jefe sobre la comunicación de este objeto. Santiago Vidaurrí.
El Archivo Histórico de Monterrey (1837):
Luego que se impuso el gobernador del oficio del 31 de octubre próximo anterior en que con el 29 del último le dirijo el Superfecto del partido de Salinas Victoria intentando el parte que comunica el Juez de Paz de Sabinas Hidalgo, concluido a que los indios Sipanes y Taneahues que reunían en persecución de los comanches, situarse en los Agostaderos de la jurisdicción de Vallecillos, de lo que deben originarse cuantos perjuicios a aquellos vecindarios, se sirvió acordar se pusiere en conocimiento del Sr. Comandante principal de los de este departamento, a fuera de que se sirva facilitar la guerra armada que se pudiera patra que en visión de dicho vecindario sabrán y constaran los desórdenes y robos que las expresadas tribus pudieran cometer; más habiendo contestado este jefe no tienen tropa alguna disponible por hallarse la que está a sus órdenes pie a tierra, y se ha dirigido de nuevo al General jefe del Ejército del Norte, pidiendo las armas y municiones que basten para armas aquellos vecindarios y que están en actitud de acudir a su propia defensa. En consecuencia, me manda comunicar a Vuestra Señoría como efecto, la disposición expresada, como única como ha podido aprobar por a hora, a fin de que mande se haga entender así a los repartidos vecindarios, los que espera procuran entre tanto evitar en la parte que puedan los dueños que intentan hacer Tribu. Pedro del Valle.
El Archivo Histórico de Monterrey (1838):
Circular de la Secretaría de Gobierno del Departamento de Nuevo León. Comunico al Juez de Bustamante por orden del Gobernador, por una comunicación que dirigió el Comandante de Seguridad Pública de ese pueblo al Comandante Principal del Departamento, habiendo pedido auxilio de hombres el Capitán D. Ignacio Rodríguez para atacar a los comanches, reunió aquel quince hombres para marchar y estando ya montados les concedió fuerzas a redondearse y que en este intermedio se dispersaran y escondieran. Firma: Pedro del Valle, Srio. Dirigido al Sr. Prefecto de esta Capital.
El Archivo Histórico de Monterrey (1644):
Gabriel Aguado, vecino de esta ciudad, en nombre y con poder de Francisco de Solís y Antoña Pérez, hija legítima del Capitán Fernán Blas Pérez, vende al Capitán Gonzalo Fernández de Castro un sitio de ganado mayor, "a lindes de estancia de la Pesquería Chica, hacienda del dicho capitán Blas Pérez, para arriba, arrimado a la sierra de las Mitras, hacia el Saltillo, como consta de la merced que de él le hizo el capitán Diego Rodríguez, justicia mayor y capitán a guerra de este reino, por ante Rodrigo Flores, escribano público de esta ciudad, su fecha en ella en tres días del mes de julio de 1613 años. Y asimismo le vende un herido de ingenio, de sacar plata, son sitio de cuadrilla de indio y casas de morada, el cual en el el río de la Pesquería Chica, desde la estancia de San Antonio ... para sacar el agua;... y asimismo un monte de mezquital, que esta desde la vaquería antigua del capitán Jusepe de Treviño hacia arriba, por una y otra parte del dicho río, que llega hasta la dicha hacienda de San Antonio; con más un manantial al pie de la sierra de las Mitras, frontero al cerro del Topo, en un montecillo de encinas, según merced del mismo justicia mayor, hecha ante Pedro Velada el 4 de julio de 1619". En 200 pesos en plata. Ante Martín de Aldape, Justicia Mayor, y Juan de Abrego, Secretario. Testigo el Capitán Francisco Báez de Benavides, Bartolomé García y Simón de Olazarán.
El Archivo Histórico de Monterrey (1705):
Inventario avalúo e hijuelas de los bienes que quedaron por muerte repentina del Capitán Jerónimo Cantú, vecino que fue del valle de las Salinas. Figuran: la notificación a Beatriz de Villarreal, su viuda; a Francisco Cantú, su hijo, <> y a Isidro de la Garza su yerno; así como a Juliana de Treviño, su madre, por bienes que quedaron de Jerónimo Cantú, su esposo y a que tiene derecho Francisco Cantú, su hijo. En el inventario aparecen, entre otros bienes, los siguientes: casas, una de adobes, techada de morillos, aposento, cocina y galera. Ganado: caballos, yeguas, garañones, cría caballares, mulas, burros, cabras, ciento cinco cabritos, chivatos y vacas, más tres yuntas. Cosecha: la troje con 200 fanegas de maíz, sartas de chile, etc. Tierras: su parte de tierra, con agua del río de las Salinas. Muebles: herramienta de labranza, una mesa, una banca. Arneses de montar: silla, arcabuz, freno y espuelas. Ropa: un armador, un vestido << de picote >>, una ongarina de sarga, de Sevilla, vieja, con botones de plata fina, sarga espoloniada, con algunas flores de oro; capisayo, coleto. Otros bienes: cazo metate y comal. Deudas: 100 pesos de ajuar que trajo su esposa, al casarse; 71 pesos a la Iglesia; 64 a don Ignacio de Jesús y Olivares; 20 a Jacinto de la Garza; 50 a don Juan Esteban de Ballesteron, de arrendamiento de mulas; a don Antonio Fernández Vallejo; a Bernardo de Cavaría, 125 pesos; al Capitán Juan de Arizpe, 100; y 20 <>. Hijos: María, Miguel, Francisca, Josefa, Cristóbal, Ana, Margarita y Antonia, casada con el alférez Isidro de la Garza. Las deudas suman en 1,069 pesos 5 reales, y las hijuelas, de 95 pesos cada una. Ante Juan Esteban de Ballesteros, alcalde Ordinario, comisionado por el gobernador don Francisco Báez Treviño. Testigos de asistencia, Ignacio de Jesús y Olivares y Salvador de Capetillo. Hacienda de San Antonio, <>, del valle de las Salinas y Carrizal.
El Archivo Histórico de Monterrey (1706) asegura que:
Fue un Convenio celebrado entre el Capitán Lázaro de los Santos Coy, vecino del valle de las Salinas y el Capitán Cristóbal de Villarreal, por sí y por los herederos del Capitán Diego de Villarreal, su padre por su derecho como hijo de éste y de doña Beatriz de las Casas Navarro, sobre tierras de la hacienda de San Francisco (de las cañas) que fueron dadas en dote a doña María de las Casas, por su padre el Capitán Bernabé de las Casas, al casarse con el Capitán Juan Alonso Lobo Guerrero, vecino de la villa de Santiago del Saltillo. La composición o convenio, consiste en que a Santos Coy le han de ser enteradas las tierras <>. Santos Coy, renuncia al derecho que los Villarreal tienen en las tierras del cañón de las Sabinas, de acuerdo con la información hecha por el gobernador marqués de San Miguel de Aguayo. Con ello se pone fin al pleito que tenía puesto de los Santos, como dueño, en contra al capitán José Lobo Guerrero, vecino del Saltillo e hijo de don Juan Alonso. Ante el gobernador don Gregorio de Salinas Varona, Capitán de los caballos corazas y Gobernador Electo de la provincia de Honduras. Testigos, Capitán Alonso Rodríguez, Alférez José de Escamilla y Capitán Juan García Dávila. De asistencia, don Juan Esteban de Ballesteros y Antonio Ventura de Mardones. 
Asimismo y según el Archivo, el Capitán Manuel González, tutor de sus hijos y de su mujer doña Josefa Morales; el Capitán Lázaro de los Santos Coy, marido de doña Ángela de Berlanga, y hermano de Gonzalo Díaz de Berlanga; y don Félix de Arratia, marido de doña Ana Jacinta de Morales, venden a los herederos del Sargento Mayor Diego de Villarreal, Capitán Juan de Villarreal, Capitán Juan Bautista de Villarreal, Francisco de Villarreal, Bernabé de Villarreal y Capitán Cristóbal de Villarreal, la parte de tierra, saca de agua, sitios de agostaderos, casas, etc., que heredaron de Bernabé de las Casas, el Mozo, por cláusula de testamento en 230 pesos, de oro común, en reales ante el gobernador don Gregorio de Salinas Varona, Capitán de caballos corazas, teniendo como testigos a Alférez José Sáenz y el Capitán Bernabé de la Garza y la asistencia de don Diego de Iglesias y Juan Esteban de Ballesteros.
Su nombre se debe a que su fundador Antonio de la Garza Elizondo, decidió bautizarla de tal manera en honor a San Antonio de Padua  debido a que Antonio, nació el día de la conmemoración de dicho santo patrón.
En 1822 se eligieron los electores designados para la renovación del ayuntamiento de la ciudad de "Nuestra Señora Monterrey" Dónde Antonio de la Garza es designado como racionador y secretario.
Archivo Histórico de Monterrey:
"En la Ciudad de Nuestra Señora de Monterrey, a los 9 días del segundo de marzo de 1822 de la Independencia. Estando en las Salas Consistoriales el P. Comandante General, y Jefe Político, Don Gaspar López, y los electores designados, para la renovación del Ayuntamiento de esta ciudad".
Antonio de la Garza Elizondo al ser el único Juez de San Francisco de Cañas (Hasta 1854, fecha en la que se nombra a D. Luis Elosua como regidor para sustituir a D. Antonio de la Garza Elizondo), mando diversas cartas administrativas entre 1830 a 1843 al "Prefecto del Distrito de Monterrey" sobre recaudaciones una de ellas es sobre la población de Salinas Victoria (lugar cercano a la hacienda de San Antonio), en ellas informa como el pueblo es corto y pobre.
Archivo de Monterrey (1843):
"Juzgado 1º de Paz de San Francisco de Cañas: Con esta fecha digo al recaudador de contribuciones directas de Salinas Victoria lo que sigue: Al cumplir con la ley de 20 de Abril del año p. p. por el oficio de U. del 9 del actual y que en el acto ya de formar los padrones aun sin embargo de ignorar para su formación me he suspendido, por no encontrarse en este pueblo individuos que comprendan sobre profesiones y los de objetos de lujo y demás industriales por ser un pueblo tan corto y de ninguna circunstancia en que pudiera haber individuos que se comprendieron por ser sumamente pobres, y que de su personal ejercicio les es venida exactamente la subsistencia para sus familias, ni menos saberse que haya en ellos lujo, ni objetos industriales en las que me ha parecido y hecho preciso poner en su conocimiento para los fines interiores. Firma: Antonio de la Garza Elizondo. Dirigido al Prefecto del Distrito de Monterrey".
Desde tiempos coloniales, los nativos hostiles habían penetrado a territorio nuevoleonés ocasionando muchas devastaciones entre los pobladores criollos neoleoneses. Precisamente, estas correrías se habían llevado a cabo en tres etapas: las primeras es contra las tribus locales, en el caso de esta región del valle de las salinas, eran los cuanaales, sin embargo debido a su gran hostilidad y batallas en contra de los pobladores criollos y constante guerra con otras tribus, esta tribu terminó desapareciendo para finales del siglo XVIII, la segunda etapa sería en contra de los comanches provenientes de Texas quienes se adentraban en el territorio para robar ganado, y atacar a los pobladores de la región estas constantes escaramuzas se daban desde época colonial hasta el siglo XIX, y en tanto la tercera etapa, estaría marcada por los ataques de apaches, quienes no aparecerían por estas regiones hasta la segunda mitad del siglo XVIII. En la última fase que llega a ser verdaderamente grave hacia el año de 1839, hay incursiones en Nuevo León, tanto de apaches como de comanches, pero la de estos últimos parecen haber sucedido en menor escala que los primeros.  Entre 1840 y 1841, se registró una gran cantidad de ataques, los cuales se hacían presentes en todo el noreste del país, y es precisamente en el noroeste de Nuevo León, donde sucedieron gran parte de los asaltos perpetrados por los apaches y comanches, en pueblos que hoy conforman los municipios de Mina, Lampazos, Sabinas Hidalgo, y Agualeguas, siendo el Valle de las Salinas, una de las regiones más afectadas. En lo concerniente a la Hacienda del muerto, que para entonces ya jurisdicción del municipio de Mina, el cual se había conformado el 31 de marzo de 1851, tras la anexión de San Francisco de Cañas, otras haciendas y tierras que hoy conforman el municipio de Mina, otra de las fases que afectaron a la hacienda es su fallo al querer sembrar o cosechar en una tierra desértica pues es difícil sembrar y cultivar en una tierra seca sin nada de humedad para poder germinar cultivos de frijol, caña, o maíz

## Etapa productiva y decadencia
Para 1856, De la Garza Elizondo se convirtió en dueño único de la hacienda de San Antonio del Muerto, al comprarle la parte correspondiente a José María García Calderón.
Después, De la Garza Elizondo, a pesar de haber adquirido el agua, ganado, herramienta de trabajo y la hacienda y las extensiones de tierra que le correspondían, se quedó sin recursos para seguir invirtiendo en ella, razón por la que la hacienda fue vendida a Juan José Villarreal y Elizondo, quien ordenó la construcción de su capilla, las casas para los sirvientes, las galeras, acueductos, presas y otras construcciones de fortificación, invirtiendo una gran cantidad de dinero y mano de obra en ello. En 1857 la producción disminuyó a causa de la guerra entre liberales y conservadores, se redujo considerablemente la producción agrícola, entrando en una crisis, la cual también afectó el ganado. El estado y el municipio fueron constantemente escenarios de la guerra. Sin embargo, con Juan José Villarreal y Elizondo (1856) la producción fue más próspera y favorable, además de que los ataques de los apaches y comanches disminuyeron.
En febrero de 1876, Juan José Villarreal y Elizondo fue requerido por las autoridades locales para que apoyará a la causa del Gobierno del Estado contra los pronunciados por el Plan de Tuxtepec, encabezados por Porfirio Díaz; sin embargo, el hacendado no quiso participar en el apoyar con recursos argumentando que ya lo había hecho mediante la disposición de la finca al ejército.
El 20 de mayo de 1876, las fuerzas comandadas por Díaz y Jerónimo Treviño fueron derrotadas en la batalla de Icamole por el comandante Carlos Fuero y el comandante neoleonés Mariano Escobedo. La Hacienda del Muerto aportó insumos para la contienda, según el mismo Villarreal y Elizondo, para ese entonces la finca estaba en bancarrota; por lo tanto, no era rentable a consecuencia de los constantes enfrentamientos. En 1878 murió Juan José Villarreal Elizondo, el mayor impulsor de crecimiento de la hacienda, que mantuvo la hacienda en operación pese a las constantes guerras civiles mermaron la producción. Tras su muerte, la hacienda entró en una etapa de retroceso, Melitón Villarreal; su heredero, no invirtió mucho tiempo y dinero a esa propiedad.
A la llegada del siglo XX la hacienda se encontraba en decadencia. En 1904 Melitón Villarreal decide venderla debido a que no representaba una fuente de ingresos. Después fue afectada por la revolución mexicana, y de acuerdo con el periódico "Vida Universitaria" (2009) de la Universidad Autónoma de Nuevo León, fue usada como guarnición de las tropas constitucionalistas, tanto en su lucha contra huertistas como en la campaña contra el villismo. Después, la hacienda pasó a propiedad ejidal en 1934 y cayó en el abandono. Posteriormente, y de acuerdo a Zapata Pacheco en su artículo para Vida Universitaria (2009), en los años ochenta, se lotearon los terrenos de la hacienda, los colonos lograron que se subdividiera en 61 lotes, lo que quedó fue para los edificios de la hacienda al municipio los cuales se volvieron patrimonio municipal en 1988. En 1997 pasó a ser propiedad del municipio de Mina, y en 2004 surge interés por restaurarla, ya que representa un patrimonio histórico del estado de Nuevo León. Sin embargo, según el periódico "Vida Universitaria" (2009), el rescate de dicha hacienda se puso en marcha hasta 2007, gestionado por Ernestina Lozano de Villarreal, directora del Museo Bernabé de las Casas, con un apoyo presupuestal de un millón y medio de pesos del Congreso de la Unión. Para la reconstrucción de la Hacienda y la posibilidad de recibir el apoyo federal para financiar dicho proyecto, según Zapata Pacheco (2009), fue necesario regularizar los papeles y las escrituras de la propiedad, mismas que fueron entregadas oficialmente al alcalde Mariano Suárez el 3 de febrero del 2009. De acuerdo a Zapata Pacheco (2009), la principal causa del deterioro del antiguo casco de la hacienda han sido los propios visitantes, algunos de ellos, principalmente aquellos que están obsesionados con supuestos fenómenos paranormales o aventuraros buscadores de tesoros, son quienes han dañado más las construcciones. 
Autoridades del Instituto Nacional de Antropología e Historia delegación Nuevo León, del CONARTE, de la Universidad Autónoma de Nuevo León e integrantes del Patronato del Museo Bernabé de las Casas de Mina, Nuevo León, se empezó a elaborar los trabajo de restauración, entre los planes para el futuro de la Hacienda del Muerto se encuentran; hacer una estancia u hostal para los visitantes, crear residencias para cursos y talleres, dar misa en la capilla de la hacienda una vez a la semana, entre otros, con el fin de, en palabras de Ernestina Lozano, directora del Museo Bernabé de las Casas, "recobrar el ambiente humano de la zona" (Vida Universitaria, 2009). En 2008 se restauró principalmente la capilla y la casa curial, los edificios en mejor condición.
Esta restauración atrajo la mirada del ojo público, no sólo de neoleoneses sino también de extranjeros. La Hacienda de San Antonio el Muerto fue utilizada como un set de filmación de diversos tipos. Uno de los más “recientes” fue en 2008, esta se trata de la filmación del videoclip musical “We Are the People” de “Empire of The Sun”, grupo de música electrónica originario de Sídney, Australia.